# Sendjaja Widjaja
Sendjaja Widjaja (Jakarta, 8 april 1955) is een Indonesisch bestuurder en topfunctionaris.

## Leven en werk
Widjaja werd in 1955 in Jakarta geboren. Hij studeerde aan de Willesden College en aan de South Asia Union College. Van 1980 tot 1994 was hij directeur van de  Musica Studios. Vervolgens was hij werkzaam als algemeen directeur van de Warner Music Group Indonesië, een positie die hij vier jaar vervulde. Thans is hij bestuursvoorzitter van de luchtvaartmaatschappij Indonesia AirAsia en directeur van de Langgeng Gita Musical.